# Campeonato da Colômbia de Ciclismo em Estrada
O Campeonato da Colômbia de Ciclismo em Estrada são organizados anualmente peça Federação Colombiana de Ciclismo para determinar o campeão ciclista da Colômbia de cada ano, na modalidade. O título é outorgado ao vencedor de uma única prova, na modalidade de Estrada. O vencedor obtêm o direito de usar a maillot com as cores da bandeira calombiana até ao campeonato do ano seguinte, unicamente quando disputa provas ciclismo de estrada.
A primeira ediçãp ocorrewu em 1946 na cidade de Cáli e foi ganha pelo ciclista bogotano Jaime Gómez. O ciclista com mais edições ganhas é o cundinamarques Efraín Forero, com quatro edições e o campeão vigente é o ciclista antioquenho Sergio Luis Henao.
A versão feminina de este campeonato disputou-se pela primeira vez em 1987 na ciudade de Cúcuta e foi vencidada pela ciclista antioquenh Adriana Muriel, que por sua vez conta com o maior número de edições ganhadas com cinco em total. A campeona vigente é a ciclista caldense Luisa Fernanda Naranjo.

## História
Em setembro de 1946, o presidente da então "Associação Colombiana de Ciclismo”, Edmond Bougaud, imigrante francês, treinadaor de ciclismo e reconhecido empresário, anunciou a realização dos primeiros Campeonatos Nacionais de Ciclismo a realizar-se no mês de novembro de dito ano. Ditos campeonatos realizaram-se na ciudade de Cáli incluindo provas de pista e estrada e se usaram como base para a seleção da equipa que representou posteriormente a Colômbia nos Jogos do Caribe realizados em Barranquilla em dezembro de esse ano.
Desde seu início e até 1967 a competição só tinha um único campeão para la prova de fundo de estrada e em 1968 se incluiu uma corrida para ciclistas jovens coroando assim um Campeão Nacional de Estrada categoria “Maiores” e outro “Jovens”.
Com a profissionalização do ciclismo colombiano, desde 1986 até 1995 as categorias trocaram com o fim de ter provas diferenciadas para profissionais e aficionados coroando-se assim um Campeão Nacional de Estrada categoria “Profissional” e outros de categoria “Aficionado” (Maiores e Jovens). Igualmente em 1987 se realiza a primera prova de fundo de estrada em categoria feminina.
A partir de 1996 e até á data trocaram-se novamente as categorias para coroar um campeão categoria “Elite” e outra "Sub-23".

## Palmarés masculino
Este palmares inclui os Campeões Nacionais de Ciclismo da prova de fundo em estrada categoria única (1946-1967), Maiores (1968-1985), Profissionais (1986-1995) e Elite (1996 em diante).
| Ano  | Ouro                    | Prata                  | Bronze                  |
| 1946 | Jaime Gómez             |                        |                         |
| 1947 | Óscar Salinas           | Alfonso González       | Luis Ortíz              |
| 1948 | Luis Galo Chiriboga     | Óscar Salinas          | Benjamín Jiménez        |
| 1949 | Não se organizou        | Não se organizou       | Não se organizou        |
| 1950 | Efraín Forero           | Efraín Rozo            | Gilberto Cuevas         |
| 1951 | Não se organizou        | Não se organizou       | Não se organizou        |
| 1952 | Ernesto Gallego         | Efraín Forero          | Octavio Echeverry       |
| 1953 | Efraín Forero           | Fabio León             | Pedro Bernal            |
| 1954 | Efraín Forero           | Benjamín Jiménez       | Héctor Mesa Monsalve    |
| 1955 | Jorge Alfonso Luque     | Carlos Gil             | Efraín Forero           |
| 1956 | Fabio León Calle        | Pablo Hurtado          | Jaime Villegas          |
| 1957 | Hernán Medina           | Héctor Mesa Monsalve   | Carlos Montoya          |
| 1958 | Efraín Forero           | Diego Calero           | Humberto Gravina        |
| 1959 | Antonio Ambrosio        | Octavio Olarte         | Rubén Darío Gómez       |
| 1960 | Aureliano Gallón        | Mario Escobar          | Hernán Herrón           |
| 1961 | Mario Escobar           | Aureliano Gallón       | Hernán Herrón           |
| 1962 | Antonio Ambrosio        | Roberto Buitrago       | Martín Emilio Rodríguez |
| 1963 | Gabriel Halaixt         | Carlos Siabatto        | Mario Escobar           |
| 1964 | Pablo Hernández         | Gustavo Rincón         | Antonio Forero          |
| 1965 | Martín Emilio Rodríguez | Pablo Hernández        | Severo Hernández        |
| 1966 | Aníbal Ricardo          | Jaime Galeano          | Severo Hernández        |
| 1967 | Alfonso Galvis          | Álvaro Pachón          | Miguel Samacá           |
| 1968 | Jairo Grijalba          | Miguel Samacá          | Luis Hernán Díaz        |
| 1969 | Augusto Estrada         | Álvaro Pachón          | Albeiro Mejía           |
| 1970 | Álvaro Pachón           | Rubén Darío Gómez      | Carlos Campaña          |
| 1971 | Abraham Domínguez       | Fernando Cruz          | Juan de Dios Morales    |
| 1972 | Arturo Matamoros        | Jorge González         | Álvaro Pachón           |
| 1973 | Luis Hernán Díaz        | José de Jesús Vargas   | Miguel Guerrero         |
| 1974 | Fabio Navarro           | Carlos Campaña         | José Patrocinio Jiménez |
| 1975 | Hector Julio Mayorga    | Óscar Giraldo          | Abelardo Ríos           |
| 1976 | Luis Enrique Murillo    | Abelardo Ríos          | Jaime Galeano           |
| 1977 | Abelardo Ríos           | Alfonso Flórez         | Luis Carlos Manrique    |
| 1978 | Juan de Dios Morales    | Luis Carlos Manrique   | Jorge González          |
| 1979 | Julio Alberto Rubiano   | Juan de Dios Morales   | Luis Carlos Manrique    |
| 1980 | Não organizado          | Não organizado         | Não organizado          |
| 1981 | Carlos Mario Jaramillo  | Rafael Tolosa          | Óscar Iván Carvajal     |
| 1982 | Germán Marín            | José Chalapud          | Ángel Ramírez           |
| 1983 | Álvaro Lozano           | Óscar Iván Carvajal    | José Plácido Arias      |
| 1984 | Néstor Mora             | Luis Carlos Manrique   | Antonio Agudelo         |
| 1985 | Fabio Parra             | Reynel Montoya         | Jorge León Otalvaro     |
| 1986 | Antonio Londoño         | Israel Corredor        | Reynel Montoya          |
| 1987 | Reynel Montoya          | Javier Ignacio Montoya | Manuel Cárdenas         |
| 1988 | Reynel Montoya          | Martín Alonso Ramírez  | Víctor Hugo Olarte      |
| 1989 | Reynel Montoya          | Henry Cárdenas         | Álvaro Mejía            |
| 1990 | William Pulido          | Óscar de Jesús Vargas  | Álvaro Lozano           |
| 1991 | Jorge León Otalvaro     | Juan Carlos Arias      | Víctor Hugo Olarte      |
| 1992 | Jorge León Otalvaro     | Luis Espinosa          | Alfonso Alayón          |
| 1993 | Federico Muñoz          | Javier de Jesús Zapata | Néstor Mora             |
| 1994 | Luis Alberto González   | Javier de Jesús Zapata | Héctor Iván Palacio     |
| 1995 | Efraín Rico             | Celio Roncancio        | Óscar de Jesús Vargas   |
| 1996 | Celio Roncancio         | Javier de Jesús Zapata | Álvaro Lozano           |
| 1997 | José Castelblanco       | Raúl Gómez Suárez      | César Goyeneche         |
| 1998 | Johny Ruiz              | Hernán Darío Muñoz     | César Goyeneche         |
| 1999 | César Goyeneche         | Marlon Pérez           | Rúber Albeiro Marín     |
| 2000 | Héctor Valenzuela       | Israel Ochoa           | Álvaro Lozano           |
| 2001 | Daniel Rincón           | Ismael Sarmiento       | Alejandro Iván Cortés   |
| 2002 | John Freddy García      | John Freddy Parra      | Élder Herrera           |
| 2003 | Élder Herrera           | Hugo Ferney Osorio     | Heberth Gutiérrez       |
| 2004 | Israel Ochoa            | Graciano Fonseca       | Oved Yesid Ramírez      |
| 2005 | Walter Pedraza          | Heberth Gutiérrez      | Luis Felipe Laverde     |
| 2006 | Alejandro Iván Cortés   | Iván Mauricio Casas    | John Freddy García      |
| 2007 | Fidel Chacón            | John Fredy Parra       | Andrés Miguel Díaz      |
| 2008 | Darwin Atapuma          | Israel Ochoa           | Walter Pedraza          |
| 2009 | Óscar Álvarez           | Juan Pablo Wilches     | Diego Calderón          |
| 2010 | Félix Cárdenas          | Edson Calderón         | Edwar Stiver Ortiz Caro |
| 2011 | Weimar Roldán           | Carlos Ospina          | Camilo Ulloa            |
| 2012 | Félix Cárdenas          | Brayan Ramírez         | Darwin Atapuma          |
| 2013 | Walter Pedraza          | Jonathan Paredes       | Andrés Miguel Díaz      |
| 2014 | Miguel Ángel Rubiano    | Winner Anacona         | Juan Pablo Suárez       |
| 2015 | Robinson Chalapud       | Daniel Jaramillo       | Jeffrey Romero          |
| 2016 | Edwin Ávila             | Sergio Luis Henao      | Cayetano Sarmiento      |
| 2017 | Sergio Luis Henao       | Jarlinson Pantano      | Óscar Quiroz            |
| 2018 | Sergio Luis Henao       | Óscar Quiroz           | Diego Ochoa             |
| 2019 | Óscar Quiroz            | Juan Felipe Osorio     | José Serpa              |
| 2020 | Sergio Higuita          | Egan Bernal            | Daniel Martínez         |
| 2021 | Aristóbulo Cala         | Marco Tulio Suesca     | Luis Miguel Martínez    |

### Sub-23
| Ano  | Ouro                  | Prata                 | Bronze                |
| 1997 | Oved Yesid Ramírez    | Jorge Martínez        | Marlon Pérez          |
| 1998 | Marlon Pérez          | Luis Felipe Laverde   | Alejandro Iván Cortés |
| 1999 | Luis Orán Castañeda   |                       |                       |
| 2001 | Giovanni Báez         |                       |                       |
| 2002 | Julián David Muñoz    | Hernando Romero       | Ernedy Díaz           |
| 2003 | Juan Carlos López     | Ferney Bello          | Deiby Ibáñez          |
| 2005 | Juan Pablo Forero     | Andrés Miguel Díaz    | Julián Atehortúa      |
| 2006 | Jaime Castañeda       | Andrés Miguel Díaz    | Fabio Duarte          |
| 2007 | Juan Sebastián Arango | Hernán Vargas         | Camilo Torres         |
| 2009 | Jaime Vergara         | Cayetano Sarmiento    | Jaime Morales         |
| 2010 | Juan Pablo Valencia   | Jonathan Millán       | Aristóbulo Cala       |
| 2011 | Marvin Angarita       | Cristian Talero       | Brayan Ramírez        |
| 2013 | Rónald Gómez          | Julian Marin          | Daniel Jaramillo      |
| 2014 | Diego Ochoa           | Brayan Ramírez        | Hernando Bohórquez    |
| 2015 | Edward Díaz           | Jordan Parra          | Andrés Felipe Herrera |
| 2016 | Roller Diagama        | Edward Díaz           | Wilmar Castro         |
| 2017 | Robinson López        | Cristian Carmona      | Jhonatan Cañaveral    |
| 2018 | Yeison Rincón         | Hernán Gómez          | Daniel Longo          |
| 2019 | Harold Tejada         | Jhojan García         | Santiago Ordoñez      |
| 2020 | Daniel Arroyave Cañas | Oscar Leonardo Guzman | Cristian David Pico   |
| 2021 | Juan Esteban Guerrero | Heberth Gutiérrez Jr. | Elkín Malaver         |

## Palmarés feminino
| Ano       | Ouro                   | Prata                       | Bronze                 |
| 1987      | Adriana Muriel         | Luz Stella Araque           | Rosa María Aponte      |
| 1988      | Adriana Muriel         | Doris Patricia Fonseca      | Marta Luz López        |
| 1989      | Adriana Muriel         | Rosa Angélica Maya          | Ángela Gómez           |
| 1990      | Adriana Muriel         | Nelly Alba Amado            | Rosa María Aponte      |
| 1991      | Adriana Muriel         | Analida Cartagena           | Rosa Angélica Maya     |
| 1992-1997 | Não organizado         | Não organizado              | Não organizado         |
| 1998      | Ana Betancur           | Nohora López                | Analida Cartagena      |
| 1999      | Paola Madriñán         | Flor Marina Delgadillo      | Analida Cartagena      |
| 2000      | Não organizado         | Não organizado              | Não organizado         |
| 2001      | Flor Marina Delgadillo | Martha López                | Magda Cubides          |
| 2002      | Nancy Casallas         | Flor Marina Delgadillo      | Paola Madriñán         |
| 2003      | Paola Madriñán         | Flor Marina Delgadillo      | Millerlandy Agudelo    |
| 2004      | Paola Madriñán         | Mónica Méndez               | Marcela Cadena         |
| 2005      | Sandra Gómez           |                             |                        |
| 2006      | Magdaly Trujillo       | Laura Lozano                | Mónica Mendez          |
| 2007      | Sandra Gómez           | María Luisa Calle           | Magdaly Trujillo       |
| 2008      | Paola Madriñán         | Lorena Vargas               | Flor Marina Delgadillo |
| 2009      | Leidy Salazar          | Lorena Vargas               | Laura Lozano           |
| 2010      | Viviana Velásquez      | Ana Cristina Sanabria       | Laura Lozano           |
| 2011      | Viviana Velásquez      | Lorena Colmenares           | Maritza Ceballos       |
| 2012      | Lorena Vargas          | Henny Rubio                 | Ana Cristina Sanabria  |
| 2013      | Lorena Vargas          | Andreina Rivera             | Claudia Castaño        |
| 2014      | Valentina Paniagua     | Diana Peñuela               | Laura Lozano           |
| 2015      | Leidy Muñoz            | Diana Peñuela               | Ana Cristina Sanabria  |
| 2016      | Luz Adriana Tovar      | Liliana Moreno              | Laura Camila Lozano    |
| 2017      | Luisa Fernanda Naranjo | Diana Peñuela               | Lorena Vargas          |
| 2018      | Katherine Montoya      | Milena Salcedo              | Laura Lozano           |
| 2019      | Liliana Moreno         | Jessica Parra               | Estefanía Herrera      |
| 2020      | María Catalina Gómez   | Jennifer Alejandra Medellín | Jeimy Beltrán          |
| 2021      | Lorena Colmenares      | Paula Patiño                | Diana Peñuela          |

### Sub-23
| Ano  | Ouro             | Prata            | Bronze            |
| 2018 | Vanessa Martínez | Lina Hernández   | Paula Carrasco    |
| 2019 | Deisy Puín       | Camila Valbuena  | Tatiana Donas     |
| 2020 | Lina Hernández   | Leidy López      | Daniela Atehortúa |
| 2021 | Lina Hernández   | Camila Atahualpa | Erika Botero      |

## Fotografias destacadas
|  |  |  |